# Duathlon

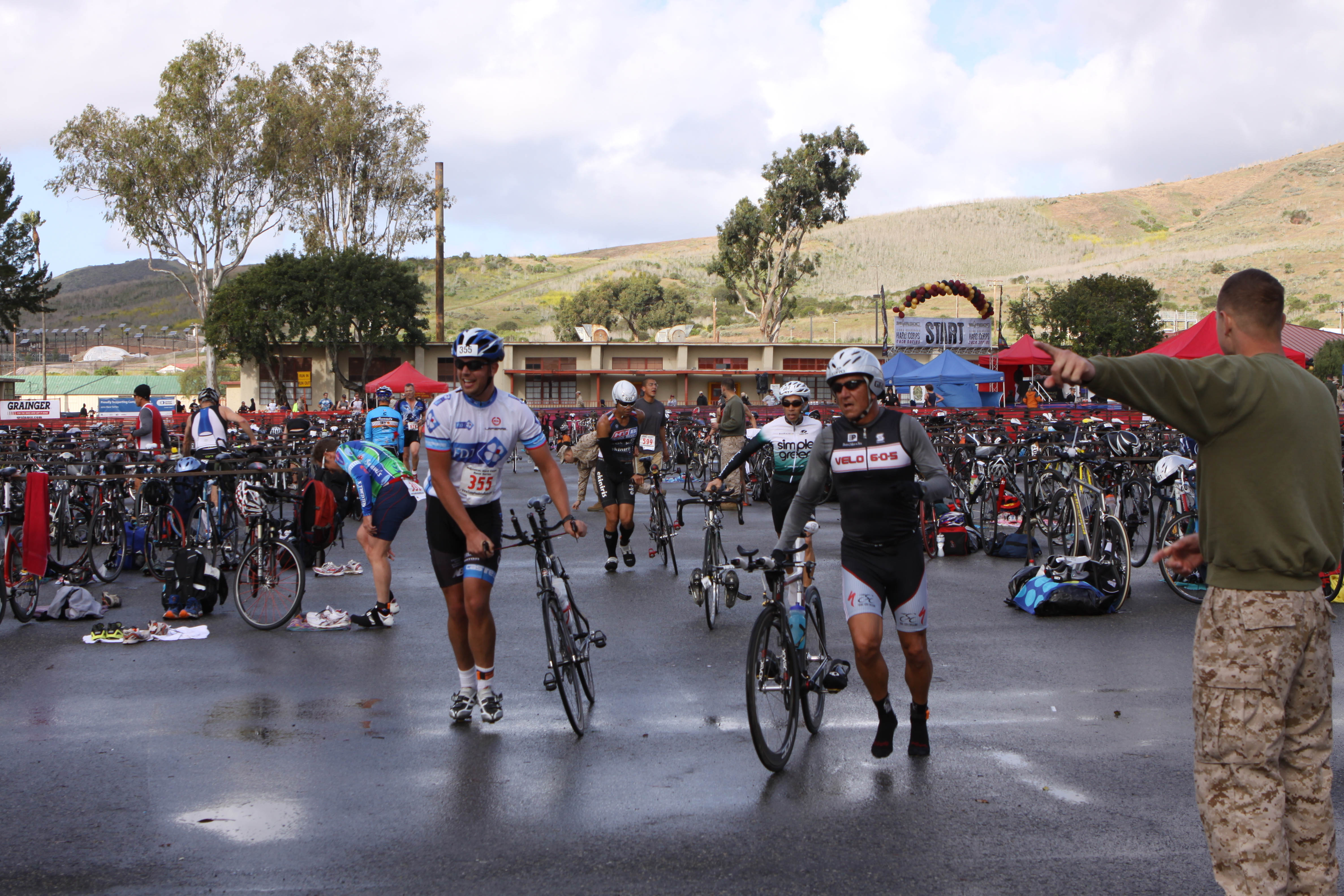
Il passaggio dalla corsa alla bici in una gara di duathlon

Il duathlon è uno sport individuale che consiste nella somma di una frazione iniziale di corsa, seguita da una frazione di ciclismo, e si conclude con un'ulteriore frazione di corsa.
Il format è simile a quello di una gara di triathlon senza soluzione di continuità tra le tre frazioni. La World Triathlon gestisce e regolamenta la competizioni di duathlon a livello mondiale. Il duathlon non va confuso con il biathlon.

## Similitudini con altri sport
Le competizioni di duathlon sono molto simili a quelle di triathlon, con la sola eccezione della prima frazione che nel caso del duathlon è la corsa, mentre nel triathlon è il nuoto. Un altro sport simile è l'aquathlon, che combina una frazione di corsa, seguita dal nuoto, per poi terminare con un'altra frazione podistica.
Il duathlon off road è la versione fuori strada del duathlon e prevede generalmente una frazione iniziale e finale di trail running ed una frazione intermedia in mountain bike.

## Competizioni internazionali di duathlon
Una competizione di duathlon è il Powerman Zofingen, in Svizzera. La gara si articola in una frazione podistica collinare di 10 km, seguita da una frazione ciclistica impegnativa di 150 km - che consiste in 3 giri da 50 km ognuno dei quali include la temuta salita di Bodenburg - e si conclude con una frazione podistica di 30 km con molte salite, suddivisa in due giri da 15 km cadauno. 
Il duathlon con la più alta partecipazione al mondo è stato l'inaugurale London Duathlon che si è tenuto il 17 settembre del 2005 nel parco reale Richmond nella contea del Surrey. Ci sono stati approssimativamente 2 500 partecipanti. La competizione si è articolata in una frazione podistica di 10 km, seguita da una frazione ciclistica di 20 km ed infine da una frazione podistica di 5 km. Dal 2005 il London Duathlon è cresciuto fino a 4 000 partecipanti e nel 2010 ha visto la prima gara su distanza lunga, basata sulle seguenti distanze: 20 km di corsa, 80 km in bici e 10 km di corsa.
Negli Stati Uniti d'America il duathlon più importante è il Minneapolis Duathlon, che si tiene in Minnesota. Nel 2009 vi hanno preso parte più di 1 000 partecipanti, di cui il 68% si affacciava per la prima volta a gare di questo tipo. La corsa ha un grande appeal, dovuto al fatto che sono previste premiazioni per differenti categorie.

## Categorie (Italia)
Le categorie nel duathlon, ordinate secondo l'età:
| Categoria     | Età             |
| ------------- | --------------- |
| Cuccioli      | 8-9 anni        |
| Esordienti    | 10-11 anni      |
| Ragazzi       | 12-13 anni      |
| Youth A       | 14-15 anni      |
| Youth B       | 16-17 anni      |
| Junior        | 18-19 anni      |
| Under 23      | meno di 23 anni |
| Senior 1 – S1 | 20-24 anni      |
| Senior 2 – S2 | 25-29 anni      |
| Senior 3 – S3 | 30-34 anni      |
| Senior 4 – S4 | 35-39 anni      |
| Master 1 – M1 | 40-44 anni      |
| Master 2 – M2 | 45-49 anni      |
| Master 3 – M3 | 50-54 anni      |
| Master 4 – M4 | 55-59 anni      |
| Master 5 – M5 | 60-64 anni      |
| Master 6 – M6 | 65-69 anni      |
| Master 7 – M7 | 70-74 anni      |
| Master 8 – M8 | oltre 75 anni   |